# Castillo de Arta

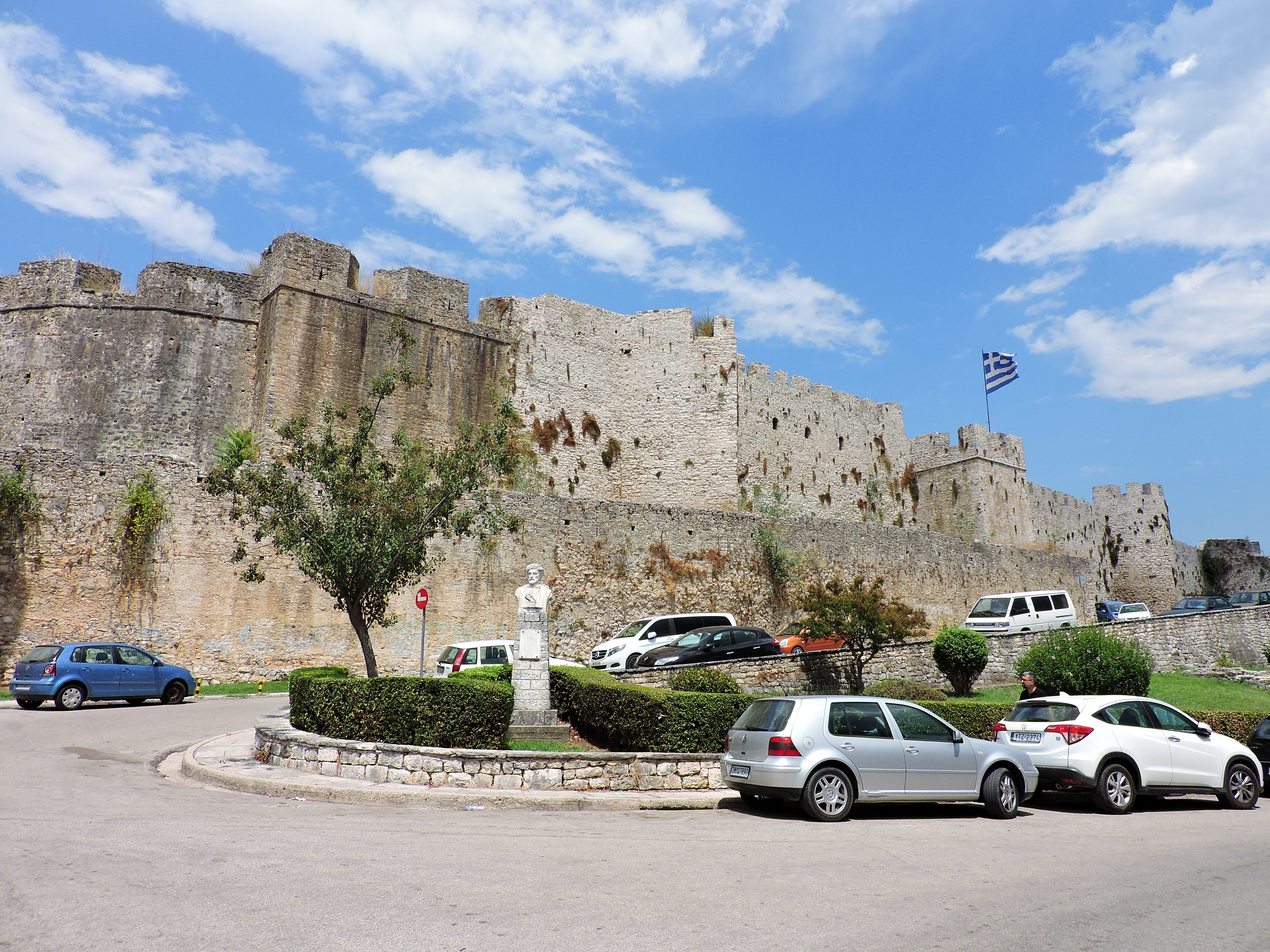
Las fortificaciones de la puerta principal del castillo de Arta en 2016.

El Castillo de Arta (en griego: Κάστρο της Άρτας) es una fortificación medieval en la ciudad de Arta en Grecia occidental.

## Historia
Se encuentra en el extremo noreste de la ciudad, en la ribera del río Aracto. Restos de antiguos sillares en la muralla oriental del castillo atestiguan que fue construido en el emplazamiento de la ciudad baja de la antigua Ambracia,  que había estado abandonada desde la fundación de la cercana Nicópolis en el año 31 a. C. No está claro cuándo se reocupó exactamente el emplazamiento de Arta; se documenta por primera vez durante un asedio de la baronía normanda en 1082, momento en el que al parecer ya contaba con algunas fortificaciones. El castillo era la ciudadela de la ciudad, y se atribuye a los gobernantes de principios del siglo XIII del Despotado de Epiro del que Arta era capital, pero su forma actual data en su mayor parte de la época otomana. Lo más probable es que el castillo se construyera bajo el reinado de Miguel II Comneno Ducas (r.1230-1266/1268), tercer gobernante de Epiro: se ha encontrado un monograma atribuido a él en una torre cercana a la puerta principal. Como capital del principado epirota, Arta fue asediada a menudo por el Imperio bizantino, por un lado, y por la angevinos del reino de Nápoles, por otro. Los bizantinos tomaron la ciudad en 1338/1339, pero pronto cayó en manos del Imperio serbio, antes de que Nicéforo II Orsini restaurara el Estado epirota en 1356/1357. El gobernante serbio Simeón Uroš gobernó la ciudad después de 1359, hasta que cayó en manos del albanés Pedro Losha, que estableció el Despotado de Arta. La ciudad permaneció en manos albanesas hasta 1416 cuando, tras un largo asedio, cayó en manos de Carlo I Tocco, que restableció así el Estado epirota bajo su dominio.

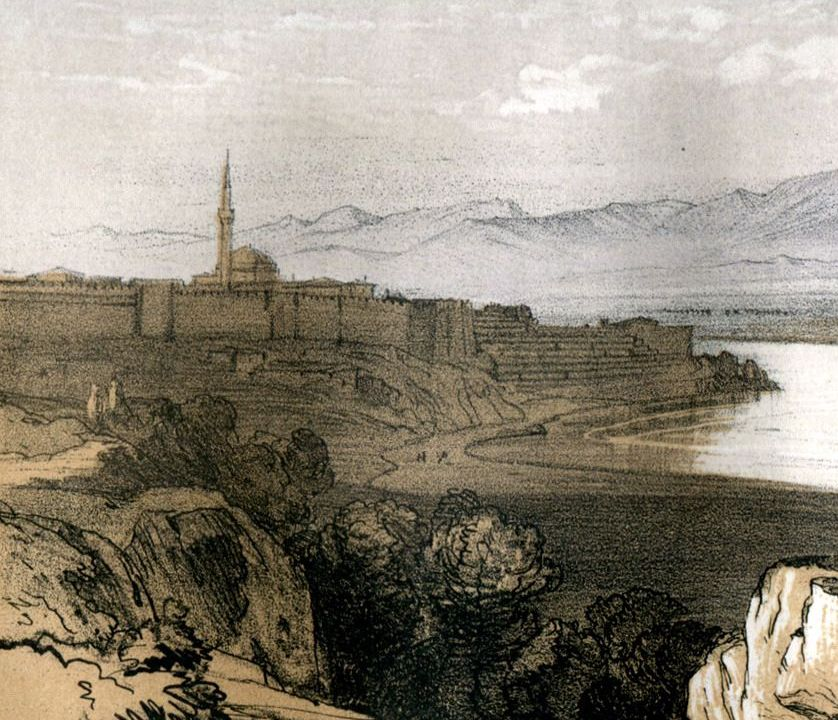
Vista del castillo, la ahora demolida Mezquita del Sultán Mehmed, y el río Aracto en 1851.

En 1449, Arta fue conquistada por el Imperio otomano, que la gobernó hasta 1717, con la excepción de una ocupación veneciana durante la guerra de Morea (1684-1699). Desde 1717 fue una dependencia continental de las [Islas Jónicas bajo dominio veneciano[Islas Jónicas venecianas]], hasta la Caída de la República de Venecia en 1797, cuando pasó a estar bajo control francés, para ser conquistada por Alí Pachá de Yánina dos años después. A continuación, siguió formando parte del Imperio otomano hasta la anexión de Arta al reino de Grecia en 1881.

## Descripción
Construido sobre una colina baja, y originalmente adosado al cauce del Arato (que ahora fluye unos 200 m hacia el este), los muros del castillo forman una forma irregular que se extiende unos 280 m de largo en el eje noreste-suroeste y hasta 175 m de ancho.  En el lado oriental, antaño protegido por el río, hay una única muralla que incorpora parte de la antigua muralla de la ciudad de Ambracia. En los otros lados, el castillo está protegido por dos murallas, una interior, de unos 10 m de altura y protegida por torres, y otra exterior de unos 4-5 m de altura, lo suficiente para incluira las torres de la muralla interior en su recinto. La muralla interior sobrevive intacta hasta nuestros días, pero la exterior solo en tramos aislados. Los muros tienen un grosor medio de 2,5 m. Los otomanos y los venecianos reforzaron las murallas con numerosos bastiones y modificaron las torres y los parapetos para albergar troneras de artillería.
Los restos de una iglesia y un edificio de la época bizantina sugieren que pudieron ser el palacio y la iglesia palaciega de los déspotas de Epiro. Sin embargo, casi todos los restos arqueológicos del interior del castillo han sido borrados por la construcción de un hotel en la década de 1960.